# بورگو دآله
بورگو دآله (به ایتالیایی: Borgo d'Ale) یک کومونه در ایتالیا است که در استان ورسلی واقع شده‌است.

## خصوصیات
بورگو دآله ۳۹٫۳ کیلومترمربع مساحت و ۲٬۶۲۹ نفر جمعیت دارد.